# Werda (Rietschen)
Werda, obersorbisch Wjerto, ist eine Ortschaft ohne Ortsteilstatus in der Gemeinde Rietschen im Landkreis Görlitz in Sachsen. Der Ort gehört der Verwaltungsgemeinschaft Rietschen an und wurde am 1. April 1938 nach Rietschen eingemeindet. Von 1936 bis 1947 hieß der Ort Inselheide.

## Lage
Werda liegt in der Oberlausitz, rund zwölf Kilometer nordwestlich von Niesky und 14 Kilometer südöstlich von Weißwasser am Weißen Schöps. Benachbarte Orte sind Rietschen im Osten, Nieder Prauske im Süden und Hammerstadt im Westen. Nördlich schließt sich der Truppenübungsplatz Oberlausitz an. Werda liegt an der Kreisstraße 8413, die Bundesstraße 115 liegt rund anderthalb Kilometer östlich der Ortschaft. Werda gehört zum amtlichen sorbischen Siedlungsgebiet.

## Geschichte
Im Jahr 1411 wurde Werda mit dem Namen Werde urkundlich erwähnt. Weitere überlieferte Ortsnamensformen sind Werdau im Jahr 1546 und schließlich Werda seit 1767. Der Ortsname geht auf die sorbische Bezeichnung wjerćeć = „schrauben, drehen, bohren“ für einen Wasserwirbel zurück. Werda war 1604 als Rittergut erwähnt und gehörte schon damals kirchlich zu Daubitz. Seit 1816 lag der Ort im Landkreis Rothenburg (Ob. Laus.) der preußischen Provinz Schlesien. Im Jahr 1936 wurde der Ortsname im Zuge der nationalsozialistischen Germanisierungen sorbischstämmiger Ortsnamen zu Inselheide (mittelhochdeutsch wert = „Insel“) geändert.
Am 1. April 1938 wurde der Ort nach Rietschen eingemeindet. Nach dem Ende des Zweiten Weltkriegs erfolgte die Rückbenennung in Werda. Ab 1947 gehörte der Ort zum damaligen Landkreis Weißwasser-Görlitz, der 1950 in Landkreis Niesky umbenannt wurde. Nach der DDR-Kreisreform im Juli 1952 gehörte Werda zum Kreis Weißwasser im Bezirk Cottbus. Nach der Wiedervereinigung lag Werda erst im Landkreis Weißwasser und ab 1994 im neu gegründeten Niederschlesischen Oberlausitzkreis, der 2008 im Landkreis Görlitz aufging.

## Bevölkerung
Für das Jahr 1777 waren in Werda zwei besessene Mann, vier Gärtner und 14 Häusler verzeichnet. 1825 hatte der Ort 143 Einwohner, im Jahr 1871 waren es 130 Einwohner. Danach stieg die Einwohnerzahl von Werda auf 165 im Jahr 1885 und auf 173 im Jahr 1905. 1925 hatte Werda 169 Einwohner.